# Unione internazionale etico-umanistica

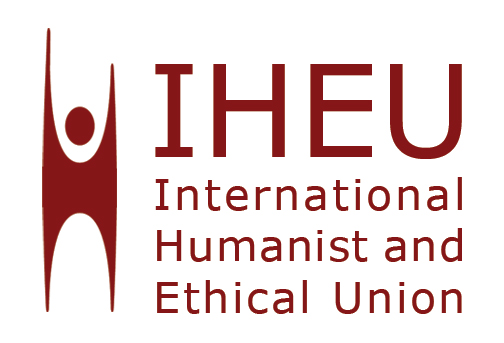
Logo IHEU

L’Unione internazionale etico-umanistica (International Humanist and Ethical Union o IHEU), fondata ad Amsterdam nel 1952 e con sede a Londra (Regno Unito) si dichiara l'unica organizzazione a livello internazionale che abbracci le istanze di umanisti, atei, agnostici, razionalisti, liberi pensatori, laici, scettici, sia come singoli che come associazioni. L'IHEU rappresenta il punto di vista di oltre 3 milioni di persone - la maggioranza delle quali nel Terzo mondo - riunite in più di 100 organizzazioni nazionali in 40 Paesi del mondo.

## Attività e principi
Tra i fondatori dell'IHEU, e suo primo presidente, sir Julian Sorell Huxley, primo direttore dell'UNESCO. Tra le attività promosse dall'IHEU vi è lo studio di religione comparata, ovvero l'analisi delle differenze interpretative dei temi più comuni tra le grandi religioni del mondo.
La weltanschauung (visione del mondo) dell'IHEU è umanista, ovvero quella di un mondo nel quale i diritti umani e civili delle minoranze siano rispettati e ciascuno sia libero di vivere una vita degna. Lo scopo dell'IHEU è quello di rappresentare il movimento umanista mondiale e di promuoverne i valori.

## Adesione ai principi dell'umanesimo
In base a quanto stabilito dallo statuto dell'IHEU a qualsiasi membro (associazione o persona fisica) è richiesta l'adesione alla seguente affermazione di principio sull'umanesimo:
(Dallo statuto dell'IHEU)
Siccome si tratta di un'associazione di opinione, si presume la buona fede degli associati. L'umanesimo rifiuta altresì qualsivoglia dogma e non impone qualsivoglia credenza ai propri aderenti.